# Boharyně

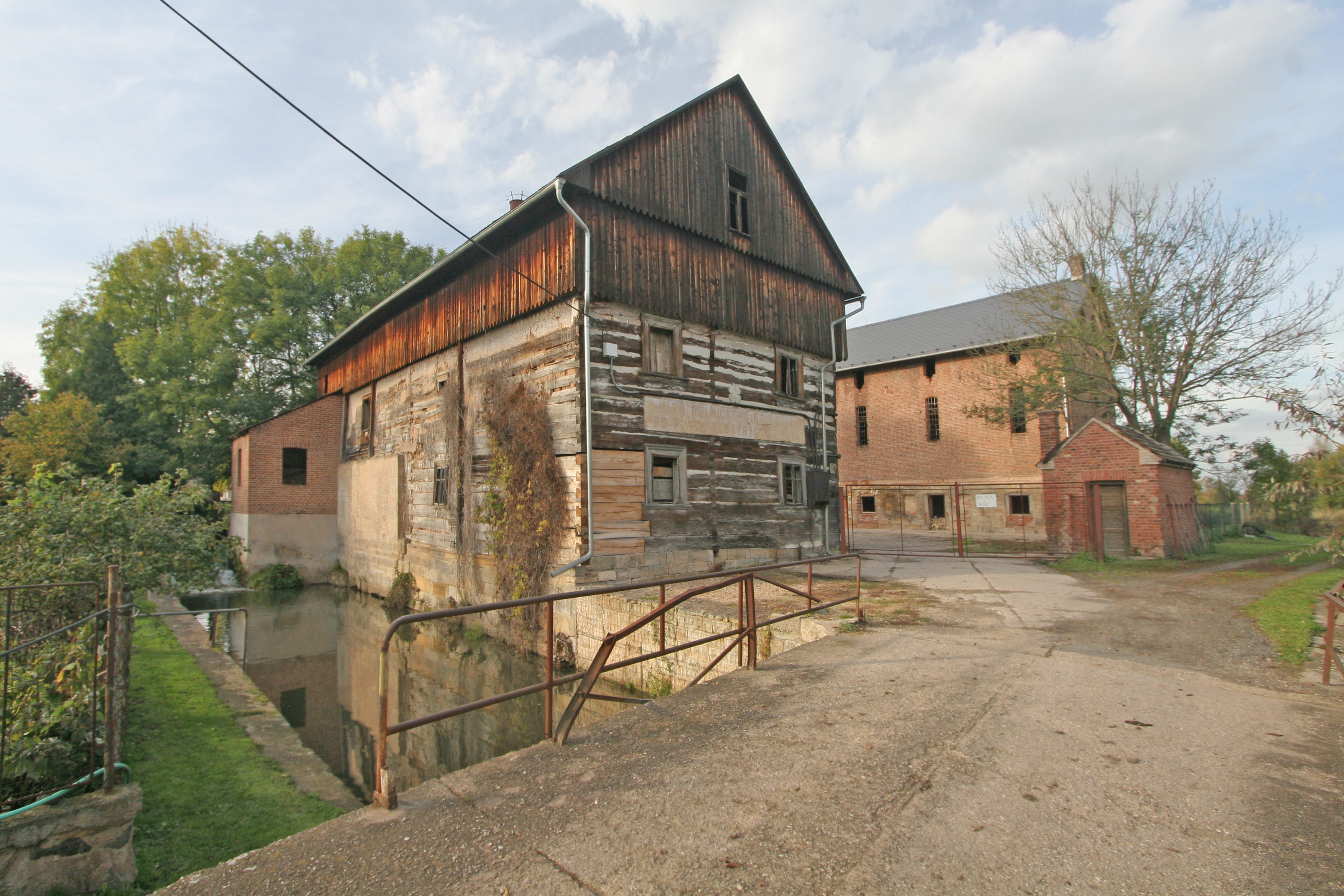
Wassermühle

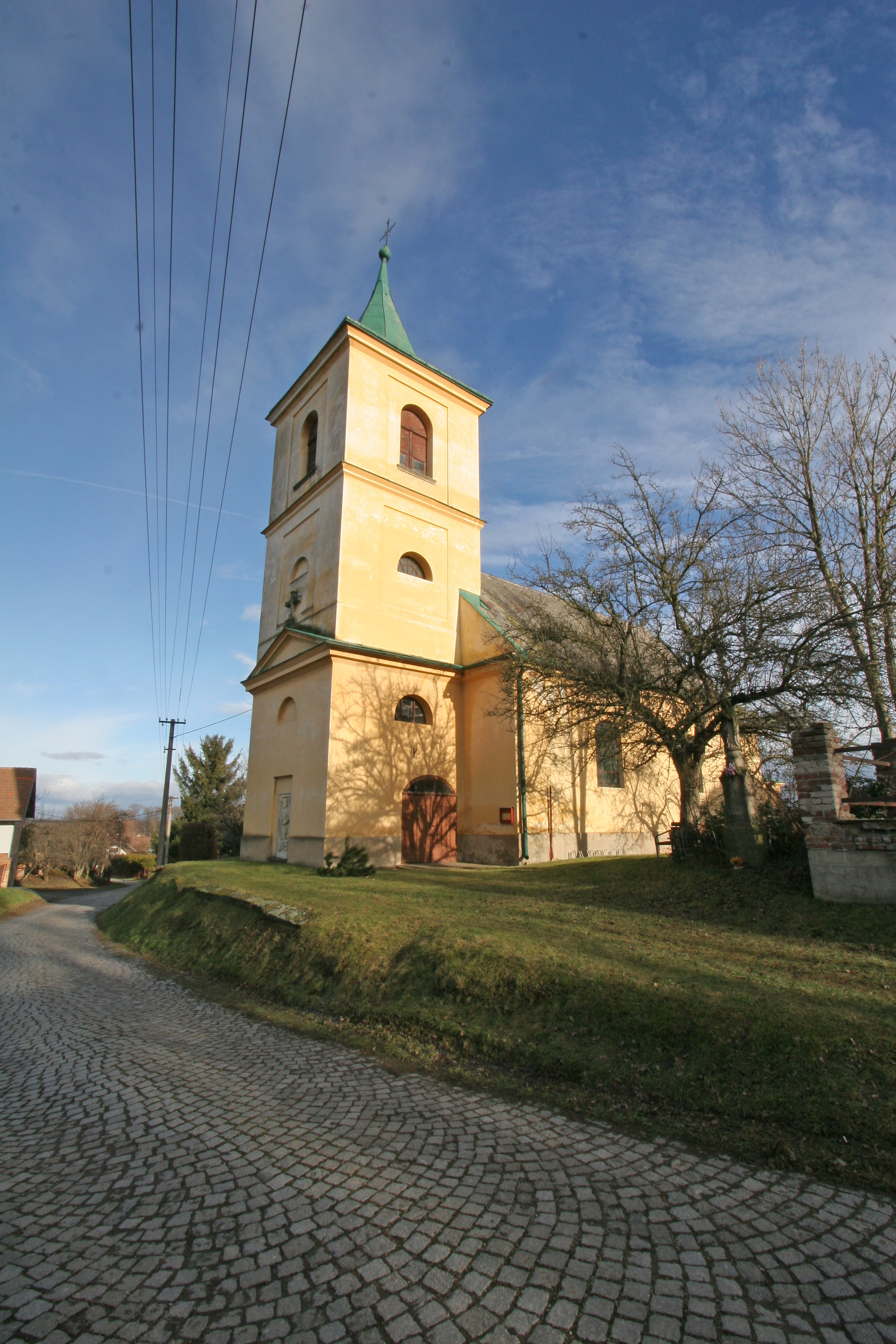
Kirche des hl. Bartholomäus

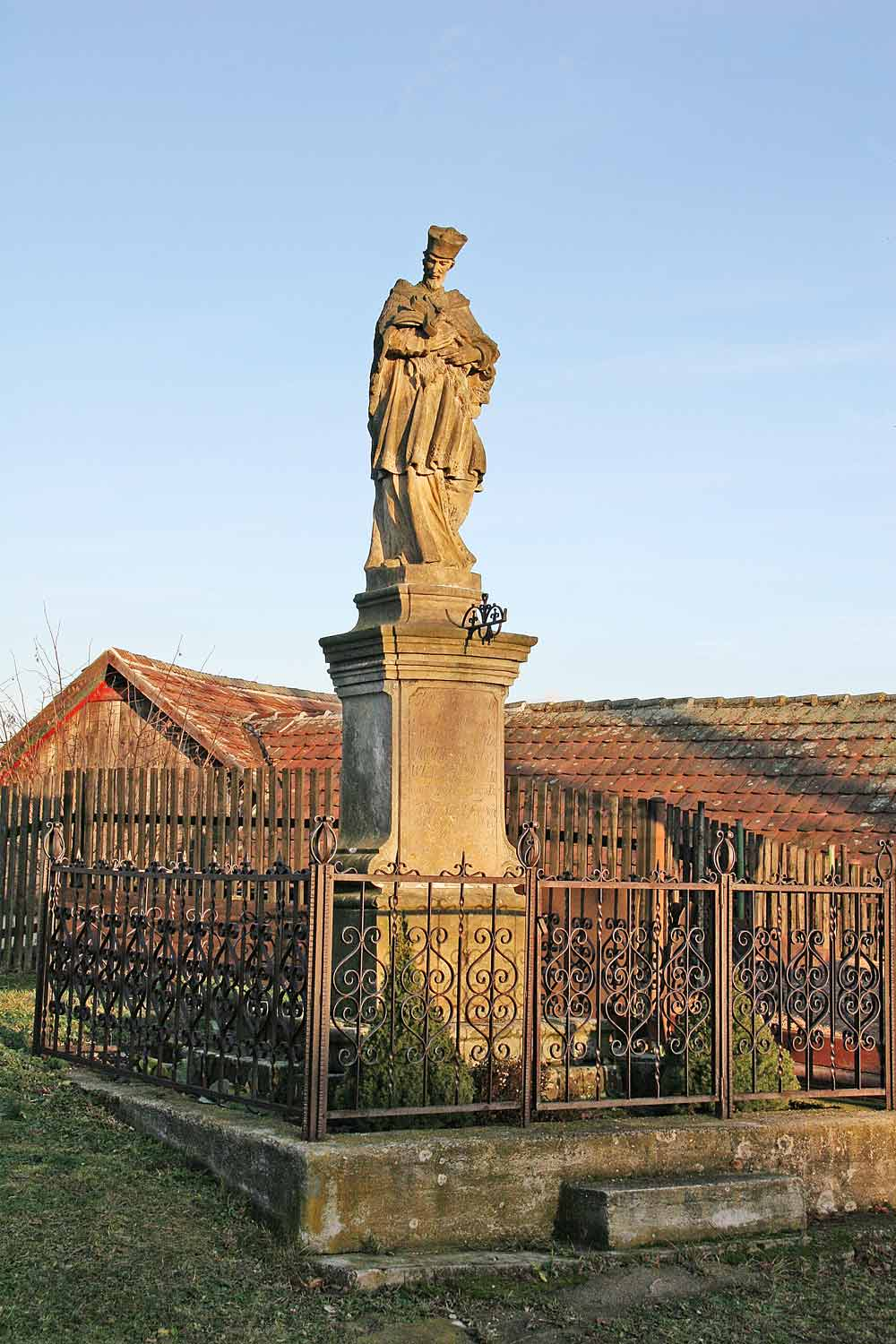
Statue des hl. Johannes von Nepomuk

Boharyně (deutsch Boharna) ist eine Gemeinde in Tschechien. Sie liegt 14 Kilometer westlich des Stadtzentrums von Hradec Králové und gehört zum Okres Hradec Králové.

## Geographie
Boharyně befindet sich am rechten Ufer der Bystřice, gegenüber der Einmündung des Baches Radostovský potok in der Východolabská tabule (Tafelland an der östlichen Elbe). Östlich des Dorfes verläuft die Straße II/323 zwischen Nechanice und Přelouč. Im Westen erhebt sich der Hájek (Boharner Hagek, 269 m n.m.), östlich der Kozí kopec (Geisberg, 286 m n.m.).
Nachbarorte sind Staré Nechanice und Kunčice im Norden, Jehlice und Hrádek im Nordosten, Radostov und Homyle im Osten, Želí, Horka, Lhota pod Libčany und Roudnice im Südosten, Puchlovice im Süden, Trnava und Babice im Südwesten, Barchov und Malé Babice im Westen sowie Zvíkov im Nordwesten.

## Geschichte
Die erste schriftliche Erwähnung des an der Kreuzung zweier Handelswege von Königgrätz nach Nový Bydžov bzw. von Hořice nach Přelouč gelegenen Dorfes Boharyně erfolgte 1355. Boharyně war der Sitz der Vladiken Epik von Boharna (Epik z Boharyně). Im Jahre 1384 wurde eine Pfarrkirche erwähnt. Besitzer des Gutes waren ab 1384 Heinrich Epik von Boharna und ab 1411 Buschek von Boharna. Später erwarb die Stadt Königgrätz das Gut. Wegen deren Beteiligung am böhmischen Ständeaufstand konfiszierte Kaiser Ferdinand I. 1547 sämtliche Königgrätzer Stadtgüter und verkaufte die meisten der eingezogenen Dörfer an Johann von Pernstein. Dessen drei Söhne veräußerten den größten Teil davon gewinnbringend. Ab 1619 gehörte das Gut dem Karl Jestřibský von Riesenburg, im Jahre 1650 dem Johann Asterle und dessen Frau Veronika, geb. von Astfeld auf Kratenau. Letztere ließen eine neue Kirche erbauen. Später erwarb Barbara von Memmingen, geb. Freiin von Waitzenau, das Gut. Sie verkaufte die Güter Boharna und Homile im Jahre 1704 für 46.300 Gulden an Ferdinand Bonaventura von Harrach (1637–1706), der sie mit seinem Gut Stößer vereinigte. Im Jahre 1730 ist erstmals eine Schule nachweislich. 1787 wurde in Boharna eine Lokalie der Pfarrei Liebtschan eingerichtet.
Im Jahre 1835 bestand das im Königgrätzer Kreis gelegene Dorf Boharna aus 46 Häusern, in denen 330 Personen lebten. Unter dem Patronat des Religionsfonds stand die Lokalkirche St. Johannes Nepomuk und Bartholomäus, unter obrigkeitlichem Patronat die Schule. Außerdem gab es im Ort einen Meierhof, ein Wirtshaus und eine Mühle mit Brettsäge. Boharna war Pfarrort für Homile, Puchlowitz und Zwikow. Bis zur Mitte des 19. Jahrhunderts blieb Boharna dem Fideikommissgut Stößer untertänig.
Nach der Aufhebung der Patrimonialherrschaften bildete Bohárna ab 1849 mit dem Ortsteil Homyle eine Gemeinde im Gerichtsbezirk Nechanitz. Ab 1868 gehörte die Gemeinde zum Bezirk Königgrätz. Auf Anordnung der Linguistischen Kommission in Prag wurde 1920 Boharyně als amtlicher Ortsname festgelegt.
1949 wurde Boharyně dem Okres Hradec Králové-okolí zugeordnet; dieser wurde im Zuge der Gebietsreform von 1960 aufgehoben, seitdem gehört die Gemeinde zum Okres Hradec Králové. Mit Beginn des Jahres 1961 wurde Puchlovice eingemeindet. Am 1. Januar 1976 erfolgte die Eingemeindung von Trnava und Zvíkov (mit Budín). Zum 1. Januar 1992 löste sich Puchlovice los und bildete eine eigene Gemeinde. In Boharyně besteht eine Grundschule und ein Kindergarten.

## Gemeindegliederung
Die Gemeinde Boharyně besteht aus den Ortsteilen Boharyně (Boharna), Budín (Budin), Homyle (Homile, 1939–45 Homil), Trnava (Trnawa, 1939–45 Tirnau) und Zvíkov (Zwikow, 1939–45 Swikow).
Das Gemeindegebiet gliedert sich in die Katastralbezirke Boharyně, Trnava und Zvíkov nad Bystřicí.

## Sehenswürdigkeiten
- Bergermühle, der heutige gezimmerte Bau entstand 1874. Zu dem Anwesen der Wassermühle gehören außerdem noch zwei hohe Backsteinbauten – eine Darre für Getreide und Zichorien sowie ein Speicher. Das gesamte, derzeit ungenutzte Anwesen einschließlich des Mühlgrabens und Wehres wurde 2003 als Kulturdenkmal unter Schutz gestellt.
- Barocke Kirche des hl. Bartholomäus, sie wurde 1650 unter Johann Asterle neu erbaut. Beim Umbau von 1783, der teils aus obrigkeitlichen Renten, teils aus dem Kirchenvermögen finanziert wurde, erhielt sie ihre heutige Gestalt. 1787 wurde der erste Lokalist angestellt.
- Statuen des hl. Johannes von Nepomuk und der Jungfrau Maria
- Mühlgraben
- Naturdenkmal Bystřice, es umfasst den gesamten stark begradigten Flusslauf zwischen Svatogothardská Lhota und Boharyně